# 2007年俄罗斯国家杜马选举
2007年俄羅斯國家杜馬選舉在俄羅斯聯邦訂於2007年12月2日舉行，以選舉出第5屆國家杜馬的450個議席。共有11個政黨進行角逐，其中包括時任俄羅斯總統弗拉迪米爾·普丁支持的杜馬最大黨統一俄羅斯黨。
是次選舉的官方結果顯示：統一俄羅斯黨獲得64.3%的選票、共315席；俄羅斯聯邦共產黨獲得11.6%、共57席，俄羅斯自由民主黨獲得8.1%、共40席，公正俄羅斯獲得7.7%、共38席。其餘政黨都因為得票率未達門檻而未獲得任何席位。